# Jean François Boissonade de Fontarabie
Jean François Boissonade de Fontarabie (Parigi, 12 agosto 1774 – Parigi, 8 settembre 1857) è stato uno storico francese.
Nel 1792 entrò nel servizio pubblico durante l'amministrazione del generale Charles François Dumouriez. Allontanato dall'incarico nel 1795, lo riebbe grazie a Luciano Bonaparte, nel cui periodo di carica ricoprì il ruolo di segretario alla prefettura dell'Alta Marna. In seguito, si dimise definitivamente dall'incarico pubblico per dedicare il suo tempo allo studio del greco. Nel 1809 fu nominato vice professore di greco presso la facoltà di lettere di Parigi, e nel 1813, divenne professore titolare a seguito della morte di Pierre Henri Larcher. Nel 1828 successe a Jean-Baptiste Gail alla cattedra di greco al Collège de France. Inoltre, fu bibliotecario della Bibliothèque du Roi, e segretario perpetuo dell'Académie des Inscriptions. Boissonade è il padre di Gustave Emile Boissonade.
Boissonade dedicò particolare attenzione a:
- Philostratus, Heroica (1806) and Epistolae (1842)
- Marinus, Vita procli (1814)
- Tiberius Rhetor, De Figuris (1815)
- Nicetas Eugenianus, Drosilla et Charicles (1819)
- Herodian, Partitiones (1819)
- Aristaenetus, Epistolae (1822)
- Eunapius, Vitae Sophistarum (1822)
- Babrius, Fables (1844)
- Tzetzes, Allegoriae Iliadis (1851)
- una Collezione di Poeti Greci in 24 voll.

Una selezione dei suoi scritti fu pubblicata da Ferdinand Colincamp, Critique littéraire sous le premier Empire (1863), vol. I, il quale contiene una lista completa delle sue opere, e "Notice Historique sur Monsieur B." di Joseph Naudet.